# Супрунов Леонід Вікторович
Леонід Вікторович Супрунов (нар. 8 лютого 1955, смт. Бугаївка, тепер Перевальського району Луганської області) — український радянський діяч, робітник очисного вибою шахти «Перевальська» виробничого об'єднання «Ворошиловградвугілля» Луганської області. Депутат Верховної Ради УРСР 11-го скликання.

## Біографія
Освіта середня.
З 1972 року — учень електрослюсаря, плитовий, робітник очисного вибою, ланковий шахти «Перевальська» виробничого об'єднання «Ворошиловградвугілля» Ворошиловградської (Луганської) області.
Потім — на пенсії в місті Перевальську Луганської області.

## Нагороди
- ордени
- медалі